# レフ・ヴロジミルスキー
レフ・イェメリャノヴィチ・ヴロジミルスキー（ロシア語: Лев Емельянович Влодзимирский, ラテン文字転写: Lev Yemel'anovich Vlodzimirskii, 1905年1月10日 - 1953年12月23日）は、ソビエト連邦の政治家、チェキスト。中将。ポーランド人。

## 経歴
バルナウル出身。父はコサック二等大尉。1919年1月、赤軍に入隊し、自転車運転手、運転手、甲板長として勤務。1925年7月からキスロヴォーツキー地区執行委員会書記、1927年からテレク刑事捜索部全権代表。
1928年5月、OGPU機関に移り、北カフカーズの秘密政治課で働いた。1931年12月、全ロシア共産党（ボリシェビキ）に入党。1937年5月、エジョフ指導下のソ連内務人民委員部（NKVD）国家保安総局で働き始めたが、管理職ではなかった（副班長だった）ため粛清を免れた。その後、ラヴレンチー・ベリヤの下で、大出世を遂げる。1938年12月、ソ連NKVD取調班長補佐、1939年9月、NKVD国家保安総局取調班長、1940年3月、NKVD経済総局取調班長。1940年3月から国家保安総局第3課（防諜）第一副課長。
1941年2月にNKVDと国家保安人民委員部（NKGB）が分離された後、ヴロジミルスキーは、NKGB取調班長となり、特別重要事件の取調が委任された。同年7月にNKVDとNKGBが再び統合された時、ヴロジミルスキーは、特別重要事件取調班長となった。事実上、党員、軍人及び経済指導部に対する全ての事件は、ヴロジミルスキーを経由することとなった。1943年5月、NKGB（後にソ連国家保安省（MGB））特別重要事件取調班を指揮。
1946年8月-11月、MGBゴリコフ州局長。1947年、健康状態のため予備役編入。1947年7月-1953年3月、ソ連閣僚会議附属ソビエト国外財産総局人事・監査局長。スターリンの死とベリヤ指導下での全内務機関の統合後、1953年3月18日、ヴロジミルスキーは、ソ連内務省特別重要事件取調班長に任命された。ベリヤ逮捕後、1953年7月3日にヴロジミルスキーは解任され、7月17日に内務省から解雇され、同日逮捕された。ベリヤと共に同じ審理を受け、偽造及び違法取調の容疑で有罪と認められた。同年12月23日に死刑を言い渡され、銃殺された。